# Тартано
Та́ртано (итал. Tartano) — коммуна в Италии, в провинции Сондрио области Ломбардия.
Население составляет 263 человека (2008 г.), плотность населения составляет 6 чел./км². Занимает площадь 47 км². Почтовый индекс — 23010. Телефонный код — 0342.
Покровителем коммуны почитается святой апостол Варнава, празднование 11 июня.

## Демография
Динамика населения:

## Администрация коммуны
- Официальный сайт: https://web.archive.org/web/20071010061634/http://www.cmmorbegno.it/tartanohome.html